# Instituut voor Maatschappij Wetenschappelijk Onderzoek
Het Instituut voor Maatschappij Wetenschappelijk Onderzoek (IMWO) is een instituut op de campus van de Anton de Kom Universiteit van Suriname (AdeKUS). Het maakt onderdeel uit van de Faculteiten der Maatschappijwetenschappen.
Het IMWO werd in 1985 opgericht en voert wetenschappelijke onderzoeksopdrachten uit, die ten goede komen van zowel de wetenschap als organisaties en het bedrijfsleven. Onderzoeken worden uitgevoerd met het bijkomende doel om de opdrachtgever in de gelegenheid te stellen effectiever of doelmatiger te worden.
Het IMWO houdt zich vooral bezig met sectoren die voor de maatschappij relevant zijn. Voorbeelden van uitgevoerde onderzoeken zijn naar lonen, kinderarbeid, financieel gedrag, sociaal-maatschappelijke kansen voor jongeren, en terugkerend naar het gebruik van vuurwerk.
Van 1991 tot 1993 was Maurits Hassankhan de directeur en vanaf 1994 Marten Schalkwijk. Sinds rond 2009 heeft Erik Jagdew de directie (stand 2019).